# Asuman Çakır
Asuman Çakır (Adalia, 9 ottobre 1964) è un'attrice e regista teatrale turca, nota per aver interpretato il ruolo di Aysun Kaya nella serie DayDreamer - Le ali del sogno (Erkenci Kuş).

## Biografia
Asuman Çakır è nata il 9 ottobre 1964 ad Adalia (Turchia), e oltre alla recitazione si occupa anche di teatro.

## Carriera
Asuman Çakır mentre studiava presso la facoltà di scienze dell'Università di Istanbul, ha anche frequentato il dipartimento teatrale del conservatorio municipale di Istanbul. Nel 1993 si è laureata presso la facoltà di belle arti dell'Università di Marmara. Nel 2014 ha tenuto lezioni di recitazione, teatro creativo e scrittura presso la Balconda art Center, di cui è fondatrice. Ha anche intrapreso la produzione dell'opera teatrale di Oğuz Atay Yayunla Yaşayanlar, che è andata in scena al D22.
Ha recitato in varie serie televisive come nel 1994 in Bay Kamber, nel 1997 in Deli divane, nel 1999 in Ikinci Bahar, nel 2003 in Ölümsüz ask, nel 2005 in Zeytin dali, nel 2006 in Cemile, nel 2015 e nel 2016 in Yunus Emre, nel 2017 in No: 309, nel 2018 e nel 2019 in DayDreamer - Le ali del sogno (Erkenci Kuş), nel 2019 in Azize e nel 2023 in Al Sancak. Nel 2002 ha recitato nella miniserie Unutma beni. Nel 2020 ha recitato nella web serie The Protector (Hakan: Muhafiz). Oltre ad aver recitato in serie e miniserie televisive, ha preso parte anche ai film come nel 2006 in Beyza'nin Kadinlari, nel 2014 in Iyi Biri, nel 2017 in Bölük e nel 2018 in Ögrenci Kafasi: Soygun.

## Filmografia

### Cinema
- Beyza'nin Kadinlari, regia di Mustafa Altioklar (2006)
- Iyi Biri, regia di Ayhan Sonyürek (2014)
- Bölük, regia di Aytaç Agirlar (2017)
- Ögrenci Kafasi: Soygun, regia di Ayhan Sonyürek (2018)

### Televisione
- Bay Kamber – serie TV, 1 episodio (1994)
- Deli divane – serie TV (1997)
- Ikinci Bahar – serie TV, 1 episodio (1999)
- Unutma beni – miniserie TV (2002)
- Ölümsüz ask – serie TV, 6 episodi (2003)
- Zeytin dali – serie TV, 3 episodi (2005)
- Cemile – serie TV (2006)
- Yunus Emre – serie TV, 45 episodi (2015-2016)
- No: 309 – serie TV, 3 episodi (2017)
- DayDreamer - Le ali del sogno (Erkenci Kuş) – serie TV, 29 episodi (2018-2019)
- Azize – serie TV, 6 episodi (2019)
- Al Sancak – serie TV, 2 episodi (2023)

### Web TV
- The Protector (Hakan: Muhafiz) – web serie (Netflix, 2020)

## Teatro

### Attrice
- İki Oda Bir Sinan (2004-2006)
- Hangisi Babası (2006)
- Babamla Dans (2008)

### Regista
- Müziksiz Evin Konukları (1994)
- Kim O (2008)
- Troyalı Kadınlar (2010)
- Müziksiz Evin Konukları (2013-2014)
- Artist Pakize (2017)
- Begonviller Yaza Açar Mı? (2018)

## Spot pubblicitari
- Sana (1994)
- Rinso (1998)
- Milka, M-joy (2007)
- Turkcell (2014)
- Şen piliç (2014)
- Zumosol Meyve Suyu (2015)

## Doppiatrici italiane
Nelle versioni in italiano dei suoi film e delle sue serie TV, Asuman Çakır è stata doppiata da:
- Germana Savo[15] in DayDreamer - Le ali del sogno[16]